# Сексуальный фетишизм
Сексуа́льный фетиши́зм (от секс и фетиш — идолизм, сексуальный символизм, сексуальный парциализм) — разновидность сексуального поведения, при котором источником и стимулом для полового влечения становятся неодушевлённые предметы: одежда, обувь, вещи, сделанные из определённого материала, части тела человека (волосы, руки, глаза, ноги и т. д.) или аномалии частей тела и т. п., а также действия конкретного характера с ними.

## Фетишизм в сексологии
Фетишизм всегда был достаточно распространённым явлением. Ввиду этого необходимо различать случаи, когда фетишизм является приемлемым с социальной и медицинской точки зрения, и когда он является патологией.
С точки зрения современной медицины, заболеванием (относящимся к категории расстройств сексуального предпочтения — парафилий, код МКБ-10 F65.0) считаются лишь случаи, когда фантазии, связанные с фетишизмом, вызывают у человека неодолимое стремление совершать неприемлемые для него действия, становятся препятствием для нормальной половой жизни и причиняют страдания.
Обычно считается, что фетишизмом страдают в основном мужчины, однако Г. Б. Дерягин указывает на достаточно большую частоту проявлений фетишизма у женщин, называя такие распространённые женские фетиши, как развитая мускулатура, оволосение на теле мужчины.
В XIX веке считалось, что сексуальный фетишизм тесно связан с фетишизмом религиозным или суеверным, хотя и имеет от него определённые отличия. Основоположник сексологии Крафт-Эбинг писал:

Индивидуальное почитание фетиша, доходящее до форменного культа, обозначают именем фетишизма. Это психологически интересное явление объясняется эмпирически ассоциативным законом, отношением частного представления к общему, причём, однако, существенным моментом является индивидуально своеобразная окраска частного представления в смысле чувственного наслаждения; наблюдается оно преимущественно в двух родственных психических областях: в сфере религиозных и в сфере эротических ощущений и представлений. Религиозный фетишизм имеет другое отношение и значение, чем половой, поскольку он находил и находит свои первоначальные мотивы в убеждении, что предмет, являющийся фетишем, или изображение Божье обладает божественными свойствами, а не представляет только чувственный образ, или поскольку фетишу суеверным образом приписываются особые свойства: чудотворные (реликвии) или предохраняющие (амулеты).

Иное дело — эротический фетишизм, психологическая мотивировка которого заключается в том, что фетишем становятся физические или также духовные свойства лица, мало того — даже просто предметы обихода и т. п., причём они каждый раз пробуждают могучие ассоциативные представления о самой личности и сверх того всегда окрашиваются живым чувственным ощущением. Аналогия с религиозным фетишизмом выражается во всяком случае постольку, поскольку и при этом последнем, в зависимости от обстоятельств, фетишами становятся довольно незначительные предметы (ногти, волосы и т. п.) и связываются с чувствами, доходящими до экстаза.
— Крафт-Эбинг, Половая психопатия, 1886
И сексуальный, и религиозный фетишизм в некоторых случаях могут приводить к совершению жестоких, нередко противоправных действий.
Известны также случаи обратного фетишизму явления: антифетишизма, когда определённый элемент внешности, поведения или вещь становится подавляющим фактором для полового влечения.

## Фетиши

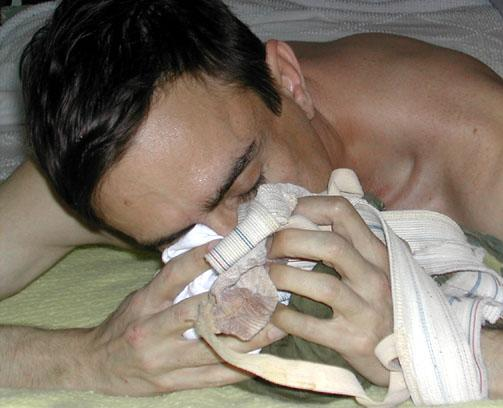
Бельевой фетишизм

В качестве сексуальных фетишей могут выступать объекты самого различного характера: это могут быть предметы одежды, части человеческого тела, предметы и животные, особенности поведения, внешности, походки и т. д.; можно сказать, что у каждого фетишиста есть свой, уникальный обожаемый им предмет, иногда неожиданный и оригинальный. Наиболее часто роль фетиша играют следующие объекты:
- одежда и обувь;
- части тела, в том числе изменённые;
- цвет кожи;
- социальные ситуации.

### Одежда и обувь
Фетишизируются предметы, имеющие отношение к лицам противоположного или того же пола (в зависимости от сексуальной ориентации). Обычными фетишами мужчин являются, например, нижнее бельё, чулки, колготки, бюстгальтеры, обувь (обувной фетишизм — ретифизм), униформа, существует особая фетиш-мода. Этот вид фетишизма может сопровождаться переодеванием в одежду противоположного пола, в этом случае имеет место фетишистский трансвестизм. В Японии фетишизм стал формой заработка, связанной с секс-индустрией; молодыми девушками практикуется продажа ношенного, не стиранного белья, которое упаковывается в герметичные пакеты и отправляется в специальные магазины, где его покупают фетишисты. По данным исследований Г. Б. Дерягина, бельевой фетишизм был выявлен у 3,5 % студентов и 2,4 % студенток высших учебных заведений. Производится также съедобное нательное бельё.

### Части тела
Иногда особенной привлекательностью для фетишиста обладают части человеческого тела, такие, как волосы, молочные железы, ступни и ноги. Фетишизироваться могут особенности строения половых органов, детали внешности, аномалии человеческого тела, состояние беременности. В роли фетиша может выступать также фотография интересующих объектов.

### Уродства частей тела
Апотемнофилия — разновидность фетишизма, при котором в роли фетиша выступают уродства тела (например, возникшие в результате ампутации).

### Цвет кожи
Гетерохромофилия — разновидность фетишизма, при котором фетишизируется цвет кожи партнёра.

### Социальные ситуации
Синдром взрослого ребёнка (англ. adult baby syndrome) — социальная позиция ребёнка, или бытие ребёнком.
Фетишист обычно испытывает сильное стремление к обладанию тем предметом, к которому испытывает влечение. Если влечение достигает патологического уровня, то могут использоваться и неправомерные способы завладения им, в том числе кражи и даже убийства, сопровождающиеся изъятием предметов одежды и частей тела жертвы. Нередко у фетишиста скапливаются целые коллекции подобных предметов, которые он использует для получения сексуальной разрядки.
Предметы фетишизма могут использоваться различными способами: фетишист может их рассматривать, трогать, нюхать, одеваться в них, использовать в качестве украшения интерьера, прикладывать к половым органам, мастурбировать на них или ими, укладывать с собой в постель, поедать, целовать, облизывать и так далее.

## Формирование фетишизма

### Условно-рефлекторное научение
Путём классического обусловливания было выработано фетишистское поведение у японских перепелов. В качестве нейтрального раздражителя выступал объект из махрового материала, безусловного — возможность вступления в копулятивную активность с самкой. Однако устойчивое фетишистское поведение выработалось только у тех японских перепелов, которые копулировали с махровым объектом. Авторы исследования сделали вывод, что копуляция с неодушевлённым объектом сама по себе является формой подкрепления сексуальной реакции на него.
Один эксперимент показал, что у мужчин после неоднократного сочетания нейтрального раздражителя (женские сапоги) с безусловным (обнажённые женщины) появляется сексуальное возбуждение от женских сапог в отсутствие обнажённых женщин. Ещё в одном исследовании было показано, что у мужчин при повторении однотипных сексуальных стимулов происходит угасание сексуальной реакции на них, что связано с явлением габитуации. Авторы этого исследования предположили, что любые попытки увеличить сексуальное возбуждение путём классического обусловливания будут нейтрализованы габитуацией. Кроме того, ими был сделан вывод, что для построения теории развития сексуальных предпочтений на основании условно-рефлекторного научения необходимо учитывать не только классическое обусловливание, но и габитуацию. Однако в связи с недостатком исследований явления классического обусловливания сексуального возбуждения и его габитуации, особенно у людей в критический период психосексуального онтогенеза, такая теория отсутствует.
В исследовании 2011 года 30 % мужчин сообщили о фетишистских фантазиях, а 24,5 % ранее воплощали их в жизнь. Среди тех, кто сообщил о фантазиях, 45 % сказали, что фетиш вызывал сильное сексуальное возбуждение. В исследовании 2014 года 26,3 % женщин и 27,8 % мужчин признали наличие у себя фантазий «о сексе с фетишем или несексуальным объектом». Анализ любимых фантазий участников выборки показал, что 14 % мужских фантазий включали фетишизм (по отношению к ногам, несексуальным объектам и определённой одежде), а 4,7 % привлекала определённая часть тела (помимо ног). Среди любимых фантазий женщин в выборке фетишей не было. Другое исследование показало, что 28 % мужчин и 11 % женщин сообщили о фетишистском возбуждении (в том числе по отношению к ногам, тканям и таким предметам, как «обувь, перчатки или плюшевые игрушки»).

### Импринтинг
Половой импринтинг как специфическая форма научения, характеризующаяся необратимостью и не требующая подкрепления, происходит у животных в критический период их жизни. Например, у цыплят критический период для полового импринтинга — с 31 суток жизни до 45. В результате этой формы научения происходит, как правило, формирование биологически функциональных сексуальных предпочтений к особям противоположного пола своего вида, но иногда могут импринтинговаться особи другого вида и даже неодушевлённые объекты. Существует немного исследований, доказывающих роль импринтинга в формировании сексуальных предпочтений у человека. Например, одно из них, проведённое шведскими учёными, показало, что фетиш на грудное вскармливание и беременность чаще встречается у старших братьев, а не у младших, то есть у тех, кто чаще видел свою мать беременной и кормящей в ранние годы жизни (до 5 лет). Эти данные косвенно указывают на существование критического периода в формировании сексуальных предпочтений у человека.

### Нейробиологические факторы
Индийский невролог Виле́йанур С. Рама́чандран считает, что фут-фетишизм связан с нейронными связями между областью мозга, ответственной за чувствительность стопы, и областью, ответственной за чувствительность гениталий.
Возможно сочетание нейробиологических и психологических (импринтинг) факторов в формировании фетишизма. Например, российский сексолог Михаил Меерович Бейлькин отмечает, что фетишисты страдают в детстве так называемым синдромом низкого порога сексуальной возбудимости, вызванным влиянием различных вредностей в период внутриутробного развития. Такие дети способны очень рано (задолго до пубертата) испытывать оргазмы. Первые ранние сексуальные опыты таких детей закрепляются по типу импринтинга.
На сегодняшний день нет достаточного числа качественных исследований, чтобы считать эмпирически доказанной определяющую роль нейробиологических факторов в формировании фетишизма. Одно из редких исследований было проведено английскими учёными, в нём у фетишистов было выявлено большее число старших братьев, большее соотношение длин второго пальца кисти к четвёртому (это является индикатором повышенного уровня влияния эстрогена на плод), чем у мужчин контрольной группы, также среди фетишистов больший процент левшей. Эти данные позволили авторам исследования предположить, что пертурбации внутриутробного развития являются первопричиной формирования аномальных сексуальных предпочтений.

## Терапия
Лечение осуществляется по желанию пациента, обычно с помощью психоанализа или когнитивной психотерапии.

## Разновидности фетишизма
Разновидностей фетишизма известно крайне много, поскольку, как было сказано выше, круг фетишизируемых объектов практически неисчерпаем. Однако лишь немногие из них способны доходить до уровня сексуальной патологии.
Некоторые виды фетишизма могут иметь судебно-медицинское и правовое значение, поскольку сопряжены с опасностью для здоровья лица или возможностью совершения им противоправных действий. К их числу можно отнести, например, нарциссизм, апотемнофилию и некрофилию.
Другие же, как правило, относительно безобидны, вмешательство психологов и психиатров для их коррекции требуется лишь в случае, если сам пациент считает свои влечения ненормальными и они причиняют ему страдания.